# Starflight
Starflight es un videojuego publicado por Electronic Arts y desarrollado por Binary Systems en 1986. Originalmente desarrollado para DOS y Tandy, fue posteriormente lanzado al mercado para Amiga, Atari ST, Macintosh y Commodore 64. Una versión totalmente renovada del juego fue desarrollado para Mega Drive en 1991.
Ambientada en el año 4620, se pone a los jugadores en el papel de un capitán de nave espacial enviada a explorar la galaxia. No hay un camino definido, permitiendo elegir libremente entre la minería, lucha espacial, y diplomacia Alien. La historia finalmente se expande para parecerse a una space opera de la *Star Trek*. El humor también juega un papel dentro del videojuego, tales como un encuentro con la nave Enterprise, los mensajes pocos frecuentes entre un prestamista descontento y un contrabandista, y un código binario que oculta el número de teléfono de la oficina de los desarrolladores de origen. En marzo de 1987, Computer Gaming World lo declaró "el mejor juego de ciencia ficción disponible en el equipo."

## Jugabilidad
Starflight juego de rol y disparos futurista ambientado en el espacio exterior. Gran parte del juego tiene lugar dentro de una nave pequeña vista desde una perspectiva de arriba hacia abajo. El jugador navega a través del universo del juego a expensas de Endurium (un mineral que sirve como combustible). En un principio, sólo hay posibilidad de transportar minerales, aunque se puede adquirir mejoras a través de un luchador aéreo. También se incluyen a bordo un vehículo del terreno para la exploración y los minerales explotados de la superficie de un planeta. Al comenzar el juego, los jugadores deben escoger el nombre de su nave y asignar un equipo para hacerle funcionar. La misma cuenta con seis puestos: el Capitán, Navegador, Oficial Científico, Ingeniero, Oficial de Comunicaciones, y Doctor. Hay un total de cinco especies que pueden contratarse como miembros de la tripulación; la competencia de cada jugador se mide por la estadística de sus habilidades, que a su vez está parcialmente determinada por su especie.
El eje principal del juego es Starport, de la sede Interstel, una estación espacial que orbita el planeta Arth. [1] A partir de aquí, los jugadores reciben unidades monetarias (conocidas en el juego como MUS), partes para la actualización de el buque, y compra o venta de los minerales y artefactos. La principal fuente de obtención de MUS es la colonización de los planetas. El Oficial Científico puede ser consultado con el fin de determinar si un planeta es capaz de sostener la vida humana. Una vez que se registra el planeta, los jugadores pueden volver a Interstel para recibir una recompensa; si el planeta demuestra ser inadecuado, una multa se emite en su lugar. El jugador también podría recibir multas por enviar señales de socorro o por provocar competencia entre los planetas, los cuales envían como resultado un barco de rescate.
En el espacio exterior, los jugadores entrar en cualquiera de los sistemas solares, cada uno indicado por una estrella azul. Al hacer esto, el juego cambia a un mapa más pequeño que contiene de 0 a 8 planetas, con la estrella en el centro. Cuando se ordena un aterrizaje, el mapa muestra la topografía de cada planeta, así como un cursor para seleccionar un punto de aterrizaje. El vehículo de terreno se puede desplegar una vez que el buque se encuentra estacionado sobre el terreno, lo que permite a la tripulación viajar a través de la superficie del planeta, y a la exploración de minerales. Un HUD monitorea el nivel de combustible del vehículo, mismo que puede reponerse volviendo al buque. Si el vehículo del terreno es destruido o perdido, se deduce el pago para un reemplazo.
Durante el viaje por el espacio, el jugador puede encontrarse una nave extraterrestre. La mayoría de las razas exóticas (como Velox o Thrynn) exploran la nave por el peligro potencial que representa, mientras que otras razas (como Uhlek) simplemente comienzan a disparar. Si el jugador elige desplegar las armas del brazo o levantar los escudos antes de tiempo, se interpreta como una acción agresiva y se comienza a disparar. 

## Trama

### Configuración
El videojuego inicia mostrando una gran construcción conocida como El planeta de cristal, que se mueve lentamente a través de la galaxia. Éste hace estallar las estrellas cercanas y destruye todo el carbono de la vida presente en sus sistemas. El jugador debe explorar sistemas solares, reunir pistas, artefactos especiales que le dan acceso a planetas, y, en última instancia, encontrar y destruir la construcción antes de que se acerque a su sistema natal.
La galaxia está poblada por especies que pueden encontrarse en el espacio, cinco de las cuales pueden ser contratadas como parte de la tripulación del jugador. Otras especies incluyen la Veloxi (insectos gigantes que, la demanda de sobornos por parte de los buques, hacen que violen su espacio), Androides (modelos Interstel que pueden formar parte de la tripulación), un mecánico "raza" que queda de la época del Imperio Antiguo, el Elowan (una raza pacifista de las plantas sensibles), la Thrynn (criaturas reptiles interesadas en el dinero), Spemin (seres gelatinosos conocidos por su cobardía), Gazurtoid (especies de pulpos que, según los fanáticos, consideran "el aire que respiran" como infieles), y Uhlek (una flota de destrucción de los buques con una mente colmena).

### Historia
La historia comienza en un planeta llamado Arth, que es un refugio para los sobrevivientes de la raza humana (alias el "Viejo Imperio"). Debido a la alta radiación, los habitantes han sido obligados a vivir por debajo de la corteza del planeta durante siglos. En los últimos tiempos, la radiación, que finalmente se ha disipado de la superficie, ha permitido a la población desenterrar tecnología perdida que permite la construcción de naves espaciales pertenecientes a los colonos originales del planeta. Una empresa independiente llamada Interstel envía buques para extraer los recursos. Hay un interés particular en el Endurium, un mineral cristalino que actúa como combustible para naves espaciales. Además, los empleados de Interstel tienen instrucciones de buscar la información faltante sobre la historia de Arth, artefactos antiguos, y planetas con ambientes óptimos para la colonización. Al comienzo del juego, el equipo del jugador encuentra una nave a la deriva en el espacio del Viejo Imperio, llevando una llamada de socorro que ha estado transmitiendo durante siglos. Antes de la caída del Imperio Antiguo, una expedición científica conocida como Noé 9, llevó a cabo una misión a la izquierda del planeta en búsqueda del llamado Cielo, un mundo en el paraíso al que las personas podían emigrar. Esta expedición fracasó, dejando una flota de barcos Mechan esperando su llegada. Una vez que sus preguntas son respondidas y correctamente codificadas, la Mechans supone que la tripulación es la tan esperada Noé 9.
Una investigación conduce a la tripulación a la Tierra, el planeta natal del Imperio Antiguo. El mismo ha sido calcinado y está desprovisto de vida. Se encuentran pistas sobre lo sucedido en los "cuatro plantas" (un sistema simétrico compuesto de cuatro soles). Hace siglos, los líderes del Imperio Antiguo se dieron cuenta de que algo estaba causando que extranjeros hostiles huyeran del centro de la galaxia. Las mentes más grandes del planeta se reunieron en este lugar, donde se descubrió que el planeta de cristal fue erradicando poco a poco a toda la vida. En un último acto, enviaron a un hombre nombrado Comandante McConnell para acabar con ella, pero al parecer fracasó.
Al final del juego, el jugador debe obtener ciertos artefactos para penetrar en el blindaje del planeta de cristal y destruirlo. El diario del Commender McConnell puede encontrarse en la superficie. En este, comparte su descubrimiento de que Endurium es en realidad una raza de seres vivos sensibles que están siendo quemados como combustible para el viaje interestelar. Debido a que su metabolismo es muy lento por su composición cristalina, ni siquiera son conscientes de la vida, y han llegado a ver la humanidad como un virus. El juego termina después de que las plantas del "Huevo Negro" (un artefacto en la superficie del planeta) logran vulnerar el planeta, haciendo que este se encuentre a punto de explotar.

## Mega Drive
Starflight fue portado y re-lanzado para Mega Drive en 1991. Además de mejoras gráficas, hay muy pocos cambios para el juego en general. Están presentes modificaciones realizadas en el propio buque, y varias mejoras que se pueden comprar para el vehículo del terreno. La Bola de Shimmering, un artefacto que se duplicó como un dispositivo de encubrimiento en la versión original de DOS, fue dotado de menores capacidades. La opción de nombrar los planetas recién descubiertos también fue eliminado.

## Legado
Starflight dio lugar a una secuela, Starflight 2: Rutas de Comercio de la Nebulosa de nubes, obteniendo una popularidad similar a su predecesor. Una secuela no oficial fue lanzada sin el nombre de Starflight debido a la incapacidad de los desarrolladores para obtener los derechos para el título de Electronic Arts.

## Sitios externos
- Starflight JDR